# Казевеккье
Казевеккье (фр. Casevecchie, корс. Casevechje) — коммуна во Франции, находится в регионе Корсика. Департамент коммуны — Верхняя Корсика. Входит в состав кантона Веццани. Округ коммуны — Бастия.
Код INSEE коммуны — 2B075.

## Население
Население коммуны на 2008 год составляло 65 человек.
| 1962 | 1968 | 1975 | 1982 | 1990 | 1999 | 2008 |
| ---- | ---- | ---- | ---- | ---- | ---- | ---- |
| 90   | 91   | 94   | 106  | 87   | 68   | 65   |

## Экономика
В 2007 году среди 37 человек в трудоспособном возрасте (15—64 лет) 29 были экономически активными, 8 — неактивными (показатель активности — 78,4 %, в 1999 году было 48,7 %). Из 29 активных работали 25 человек (14 мужчин и 11 женщин), безработных было 4 (2 мужчины и 2 женщины). Среди 8 неактивных 1 человек был учеником или студентом, 6 — пенсионерами, 1 был неактивным по другим причинам.